# کره بادام
کره بادام نوعی غذای خمیری است که از بادام ساخته می‌شود. کره بادام نرم یا تُرد و به‌طور معمول هم‌زده‌است هر چند هم‌نخورده (نامیزه) هم می‌تواند باشد. بسته به بادام، کره می‌تواند خام یا پخته‌شده باشد. توصیه می‌شود بعد از باز کردن در ظرف کره، آن را در یخچال نگه‌داری کرد تا از فساد روغن آن جلوگیری شود.

## تغذیه
کره بادام سرشار از چربی تک‌سیرنشده، کلسیم، پتاسیم، آهن، منگنز است. این غذا منبع خوبی برای ویتامین ب۲، فسفر و مس شناخته می‌شود و بهترین منبع ویتامین ای، منیزیم و فیبر است. کره بادام هچنین دارای پروتئین گیاهی است.

## در مقایسه با کره بادام زمینی
کره بادام می‌تواند برای کسانی که به بادام زمینی حساسیت دارند، جایگزین کره بادام زمینی شود. البته نسبت به آن فیبر، کلسیم، پتاسیم، آهن و منگنز بیشتری داشته و نصف آن چربی اشباع‌شده است.